# Ummapartiet
Ummapartiet var ett politiskt parti på Zanzibar. Partiet grundades 1963 av missnöjda socialistiska araber från det styrande Zanzibar Nationalist Party. Partiet leddes av Abdulrahman Muhammad Babu och stödde Afro-Shirazi Party under revolutionen i Zanzibar år 1964.  Babu blev utrikesminister efter revolutionen.